# Dick Parry
Dick Parry ou Richard Parry (nascido em Kentford, Condado de Suffolk, Inglaterra, em 22 de Dezembro de 1942) é um saxofonista inglês. Suas primeiras aparições se deram como músico de estúdio em várias gravações de artistas modernos, notabilizando-se por solos em músicas do Pink Floyd como "Money", "Us and Them", "Shine On You Crazy Diamond" e "Wearing the Inside Out". Ao lado do Pink Floyd construiu uma sólida carreira, acompanhando o grupo também em shows e turnês. Ele também tocou no álbum Riddle of the Sphinx do Bloodstone.

## Discografia selecionada como saxofonista
- 1970: J. J. Jackson's Dilemma - J. J. Jackson
- 1970: ...and proud of it! - J.J. Jackson
- 1971: Quiver - Quiver
- 1971: Bring it back home - Mike Vernon with Rory Gallagher and Pete Wingfield
- 1972: Let's Make Up and Be Friendly - Bonzo Dog Doo-Dah Band
- 1972: Transatlantic - Jimmy Dawkins
- 1972: Mick the Lad - Mick Grabham (Procol Harum)
- 1972: London Gumbo - Lightnin' Slim
- 1973: The Dark Side of the Moon - Pink Floyd
- 1973: I'm the Worst Partner I Know - Kazimierz Lux
- 1973: Urban Cowboy - Andy Roberts (on the track "Elaine")
- 1974: First of the Big Bands - Paice Ashton Lord
- 1974: Riddle of the Sphinx - Bloodstone
- 1975: Wish You Were Here - Pink Floyd (on "Shine On You Crazy Diamond (Part V)")
- 1975: Mad Dog - John Entwistle (The Who)
- 1975: Live 1971-1975 - Les Humphries Singers
- 1975: Love is a Five Letter Word - Jimmy Witherspoon
- 1975: Fingertips - Duster Bennett
- 1982: Jinx - Rory Gallagher
- 1993: BBC Radio One live in concert - Paice Ashton Lord
- 1994: The Division Bell - Pink Floyd ("Wearing the Inside Out")
- 1995: Pulse - Pink Floyd
- 1998: Big Men Cry - Banco de Gaia (on the track "Celestine")
- 2002: David Gilmour in Concert - David Gilmour - DVD
- 2008: Duchess - Deborah Bonham[5]